# Barbara Hammer
Barbara Hammer (Los Angeles, 15 maggio 1939 – New York, 16 marzo 2019) è stata una regista statunitense.

## Filmografia parziale
- Dyketactics (1974, 4', 16mm)
- Superdyke (1975, 20', 16mm)
- Multiple Orgasm (1976, 10', 16mm)
- Women I Love (1976, 27', 16mm)
- Superdyke Meets Madame X (1978, 28')
- Double Strength (1978, 16', 16mm)
- Optic nerve (1985, 15', 16mm)
- Nitrate Kisses (1992, 67')
- Tender Fictions (1996, 58', colori)
- The Female Closet (1998, 60', colori)
- Devotion, a Film about Ogawa Production (2000, 82')
- History Lessons (2000, 65')
- My Babushka, Searching Ukrainian Identities (2000, 53')
- Resisting Paradise (2003, 90')
- Lover Other (2005, 55')
- A Horse Is Not A Metaphor, Teddy Award 2009 - cortometraggio